# 内债
内债是指一國政府在国内发行的公债。一國政府通過內債募集資金。其债权人多为本国人民，一國政府还本付息均以本国货币支付，通常情况下，一國政府的内债均由政府直接发行或委托银行發行。中華人民共和國于1950年1月第一次发行人民胜利折实公债，1954年至1958年发行五次国家经济建设公债，1959年起停止发行国内公债，并于1968年全部偿还内债本息。自1981年又开始發行内债。